# Juan Uribe
Pour les articles homonymes, voir Uribe.
Juan Uribe Tena (né le 22 juillet 1979 à Baní, République dominicaine) est un ancien joueur de troisième but de la Ligue majeure de baseball. 
Joueur de champ intérieur pouvant aussi évoluer au deuxième but et à l'arrêt-court, Juan Uribe a fait partie de deux clubs champions de la Série mondiale : les White Sox de Chicago en 2005 et les Giants de San Francisco en 2010. Il a aussi participé, dans le clan perdant, à la Série mondiale 2016 avec Cleveland. 

## Carrière

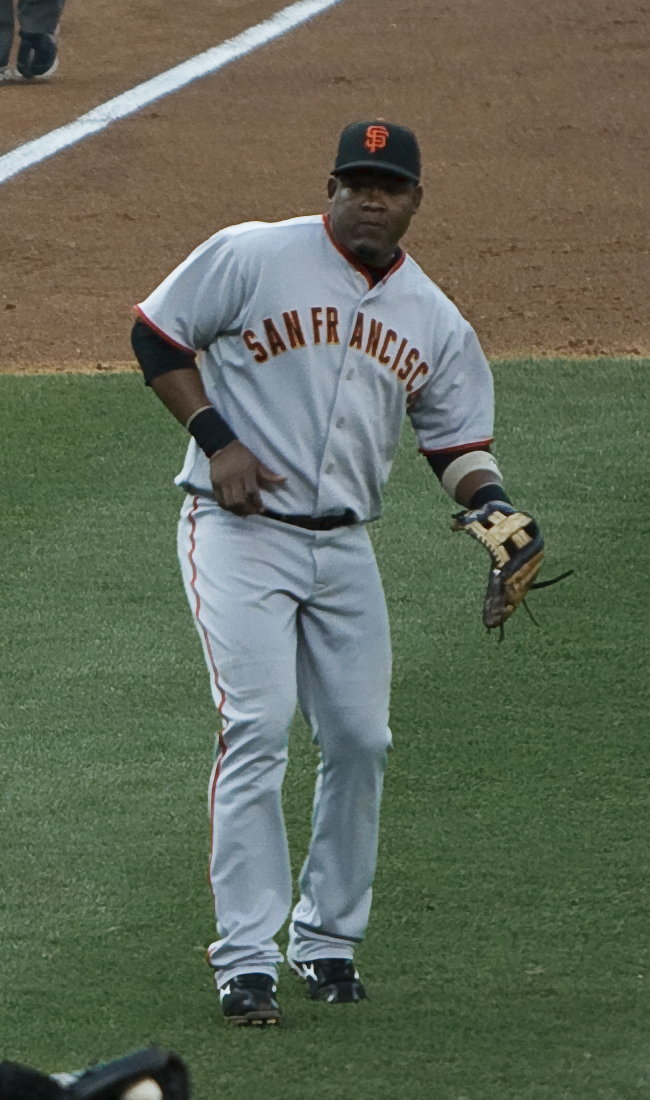
Juan Uribe en 2009 avec San Francisco.

### White Sox de Chicago
Uribe participe à la conquête de la Série mondiale 2005 avec les White Sox de Chicago.

### Giants de San Francisco
Uribe signe un contrat des ligues mineures avec Giants de San Francisco pour la saison 2009. Il partage les positions d'arrêt-court, de deuxième but et de troisième but en 2009, avant de s'installer surtout à l'arrêt-court en 2010. Il quitte les Giants après les avoir accompagné dans leur conquête de la Série mondiale 2010.

### Dodgers de Los Angeles

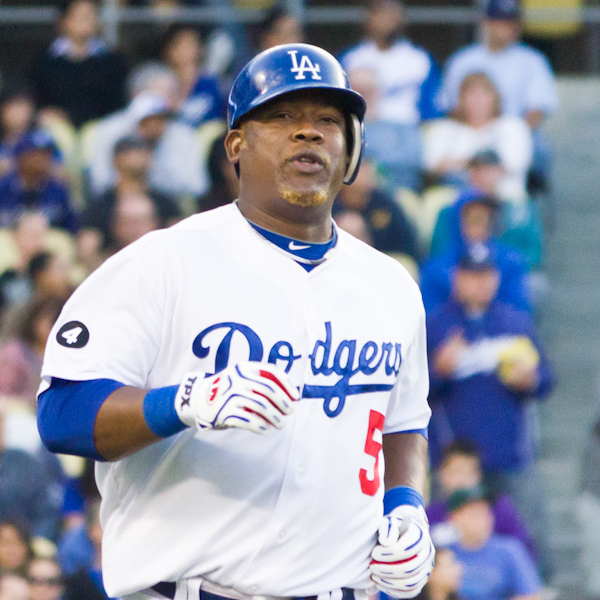
Juan Uribe en 2011 avec les Dodgers.

Le 30 novembre 2010, Uribe rejoint les Dodgers de Los Angeles, avec qui il signe un contrat de trois saisons pour 21 millions de dollars. Sa première saison pour les Dodgers est très décevante. Non seulement il présente ses pires statistiques offensives en carrière (moyenne au bâton de ,204 avec 28 points produits) mais il dispute son plus faible total de parties en une année (77 matchs) depuis son arrivée dans les majeures. Placé sur la liste des blessés à plusieurs reprises, sa saison prend fin le 23 juillet. Souffrant déjà d'une blessure à la hanche, il doit être opéré pour une hernie.
Après deux très décevantes saisons, Uribe vaut son pesant d'or à sa dernière année de contrat en 2013. Il aide les Dodgers à remporter le titre de la division Est de la Ligue nationale grâce à une moyenne au bâton de ,278 en 132 matchs, ainsi que 12 circuits et 50 points produits. Brillant au troisième but, il s'avère l'un des meilleurs joueurs défensifs de la ligue à sa position, et gagne le prix du meilleur joueur de l'année en défensive chez les Dodgers. En séries éliminatoires, il frappe un circuit dans le 3e match de la Série de divisions contre les Braves d'Atlanta et, le lendemain dans le 4e duel, en ajoute un autre dans la victoire de 4-3 qui permet aux Dodgers d'éliminer leurs adversaires. Avec 6 coups sûrs et 4 points produits, il frappe pour ,375 avec une moyenne de puissance de ,813 dans la série contre Atlanta mais est plus discret en Série de championnat contre Saint-Louis avec seulement 3 coups sûrs, mais 3 points produits, en 23 présences au bâton. 
Devenu agent libre, Juan Uribe signe le 24 décembre 2013 un nouveau contrat de deux saisons avec Los Angeles.

### Braves d'Atlanta
Le 27 mai 2015, les Dodgers échangent Juan Uribe et le releveur droitier Chris Withrow aux Braves d'Atlanta contre le joueur de troisième but Alberto Callaspo, les lanceurs gauchers Eric Stults et Ian Thomas, et le lanceur droitier Juan Jaime.
Il frappe pour ,285 de moyenne au bâton avec 7 circuits en 46 matchs pour les Braves, avant qu'un nouvel échange ne l'envoie à un autre club de la même division.

### Mets de New York
Le 24 juillet 2015, Atlanta échange Juan Uribe et le joueur d'utilité Kelly Johnson aux Mets de New York en retour de deux lanceurs droitiers des ligues mineures, John Gant et Rob Whalen.

### Indians de Cleveland
Le 28 février 2016, Uribe signe un contrat d'une saison avec les Indians de Cleveland